# Dominique Dunois
Pour les articles homonymes, voir Dunois.
Dominique Dunois, nom de plume de Marguerite Lemesle, née le 27 avril 1876 à Paris et morte le 16 janvier 1959 à Privas (Ardèche), est une écrivaine française. Elle a été lauréate du Prix Femina en 1928 pour Georgette Garou.

## Biographie
Après des études à Tours, Dominique Dunois vécut à Bléré, petite ville tourangelle sur les bords du Cher. Elle était la sœur du docteur René Lemesle (1874/1951) médecin de Bléré. Elle situa dans ce village et dans sa région la majeure partie de ses romans.

## Œuvre
- 1923 : L'Épouse - (Calmann-Lévy)
- 1924 : Le Faune - (Calmann-Lévy)
- 1925 : Lucile, cœur éperdu - (Calmann-Lévy)
- 1926 : Le Pauvre Désir des hommes, recueil de nouvelles - (Calmann-Lévy)
- 1926 : L'Amant synthétique - (Calmann-Lévy)
- 1927 : Leurs deux visages - (Calmann-Lévy)
- 1928 : Georgette Garou - (Calmann-Lévy), Prix Femina.
- 1929 : Le Bourgeois au calvaire - Fresque des temps nouveaux - (Calmann-Lévy)
- 1931 : La Belle Journée - (Calmann-Lévy)
- 1932 : Suspicion - (Flammarion)
- 1933 : Le Second des Berthault - (Flammarion)